# Хема Елизабет
Хема Елизабет (сејш. Khema Elizabeth; 27. јануар 2005) сејшелска је пливачица, учесница олимпијских игара и вишеструка национална рекордерка и првакиња. 
Носила је заставу своје земље на церемонији отварања Летњих олимпијских игара 2024. у Паризу.

## Спортска каријера
Прво веће међународно такмичење на коме је Хема наступила је било Афричко зонско првенство одржано у Виндхуку у Намибији 2019, где је испливала неколико добрих трка у штафетној и појединачној конкуренцији. Нешто касније исте године била је део сејшелског тима на Панафричким играма одржаним у мароканском Рабату. 
Први наступ на светским првенствима је имала у Абу Дабију 2021, на светском првенству у малим базенима, док је годину дана касније, у Будимпешти 2022, дебитовала и на светским првенствима у великим базенима. 
Учествовала је и на светским првенствима за јуниоре у Лими 2022. и Нетанији 2023, успевши да исплива неколико личних рекорда на оба такмичења. 
Захваљујући специјалној позивници учествовала је на Олимпијским играма Паризу 2024. године. У  Паризу је пливала у квалификацијама трке на 50 метара слободним стилом. Наступила је у петој квалификационој групи где је пливала у стази 6, и са временом од 28.18 секунди заузела је шесто место у својој квалификационој групи, односно укупно 47. место у конкуренцији 79 такмичарки. На церемонији отварања Олимпијских игара носила је заставу своје земље, заједно са атлетичарем Диланом Сикобом. 